# Бадретдинов, Ратмир Сарварович
Ратмир Сарварович Бадретдинов (род. 15 ноября 1931 года, Кутушево, Башкирская АССР, СССР — 30 октября 2020 года, Уфа, Башкортостан, Россия) — башкирский артист народного танца, народный артист БАССР (1977), заслуженный артист БАССР (1963).

## Биография
Родился 15 ноября 1931 года в деревне Кутушево Дуван-Мечетлинского района Башкирской АССР, сейчас Мечетлинского района Республики Башкортостан, в юности считался в округе хорошим исполнителем башкирских танцев.
В 1952 году — окончил Башкирское театрально-художественное училище, после окончания работал солистом Башкирского государственного ансамбля народного танца, а в 1973 году стал директором ансамбля.
В 1955 году выступил на сцене V Всемирного фестиваля молодежи и студентов в Варшаве вместе с блестящими партнерами Зиларой Аюповой и Фаритом Каримовым.
С 1980 года работал проректором Уфимского государственного института искусств имени Загита Исмагилова.
С 1986 по 2001 годы — заместитель директора и главный администратор Башкирского академического театра драмы имени М. Гафури.
Являлся одним из организаторов республиканского телевизионного конкурса-фестиваля исполнителей башкирских танцев «Баик», а в дальнейшем — председателем жюри.
Ратмир Сарварович Бадретдинов умер 30 октября 2020 года в Уфе.

## Семья
- Жена — театральная актриса, народная артистка республики Башкортостан Асия Нафикова (1932—1995)
- сыновья — Рашит, Ирик

## Награды
- Народный артист БАССР (1977)
- Заслуженный артист БАССР (1963)
- Медаль «За трудовое отличие»
- Медаль «Ветеран труда»
- Юбилейная медаль «50 лет Победы в Великой Отечественной войне 1941—1945 гг.»